# ГАЕС Круоніс
ГАЕС Круоніс (лит. Kruonio hidroakumuliacinė elektrinė) — гідроакумулювальна електростанція на півдні Литви, розташована на північ від міста Круоніс в Кайшядорському районі на річці Німан. Єдина станція такого типу в країні.
Перший з 4 агрегатів заробив в 1992 році, повністю ведена в дію в 1998 році, входить до складу АТ «Lietuvos energija».
Як нижній резервуар використовується водосховище Каунаської ГЕС із об'ємом 462 млн м3, створене на Німані за допомогою земляної греблі висотою 48 метрів. Верхнім резервуаром є штучна водойма, споруджена на висотах південного берегу річки. Вона оточена дамбою довжиною 6,3 км,  має площу поверхні 3 км2 та об'єм 48 млн. м3 (корисний об'єм 41 млн м3), при припустимому коливанні рівня між позначками 140 та 153,5 метра над рівнем моря. Тут можливо запасати воду для роботи станції із номінальною потужністю протягом 12 годин.
Машинний зал ГАЕС обладнаний чотирма гідроагрегатами із оборотними турбінами типу Френсіс виробництва заводу ЛМЗ та генераторами харківської компанії Електроважмаш, які працюють при напорі до 103,5 метра. У турбінному режимі вони здатні видавати змінну потужність від 0 до 225 МВт, у насосному режимі — постійну потужність 220 МВт. Ефективність гідроакумулювального циклу станції 74 %.
Потужна станція Круоніс, введена в експлуатацію кількома чергами між 1992 та 1998 роками, мала відігравати важливу роль для балансування енергосистеми, у складі якої працювала Ігналінська АЕС. Закриття останньої втім не позбавило ГАЕС її значення, оскільки на початку 21 століття почався активний розвиток відновлюваної енергетики, зокрема вітрової, яка так само потребує наявності великих балансуючих потужностей. Зокрема, у 2010-х роках анонсувались плани спорудження п'ятого гідроагрегату станції Круоніс.

## Загальні відомості
Верхній басейн (повний обсяг — 48,3 млн м³). Захисна залізобетонна похила стіна в ґрунті з піщано-вапнякової завісою.
Нижній басейн (повний обсяг — 462,0 млн м³): нижнім басейном служить водосховище Каунаській ГЕС на річці Німан.
Вода з верхнього басейну надходить в будівлю ГАЕС через 4 залізобетонні водоводи з внутрішнім діаметром 7,5 м.
До складу споруд гідроспоруди входять:
- будівля ГАЕС дериваційного типу
- в будівлі розрахована на встановлення 8-вісьми оборотних турбін, змонтовано 4-чотири, планується добудувати 5-агрегат
- турбінний режим — 4×225 = 900 МВт, насосний режим — 4×217 = 868 МВт
- діаметр робочого колеса 6,3 м
- витрата води при турбінному режимі — 226 м³/с
- витрата води при насосному режимі — 189 м³/с

Трубопровід:
- Довжина 840 м
- Діаметр 8,4 м

Верхній басейн:
- Площа 3,06 км²
- Довжина дамби 6,3 км
- Максимальний рівень води 153,5 м
- Мінімальний рівень води 140 м

Нижній басейн:
- Довжина 127 м
- Ширина 70 м

## Галерея

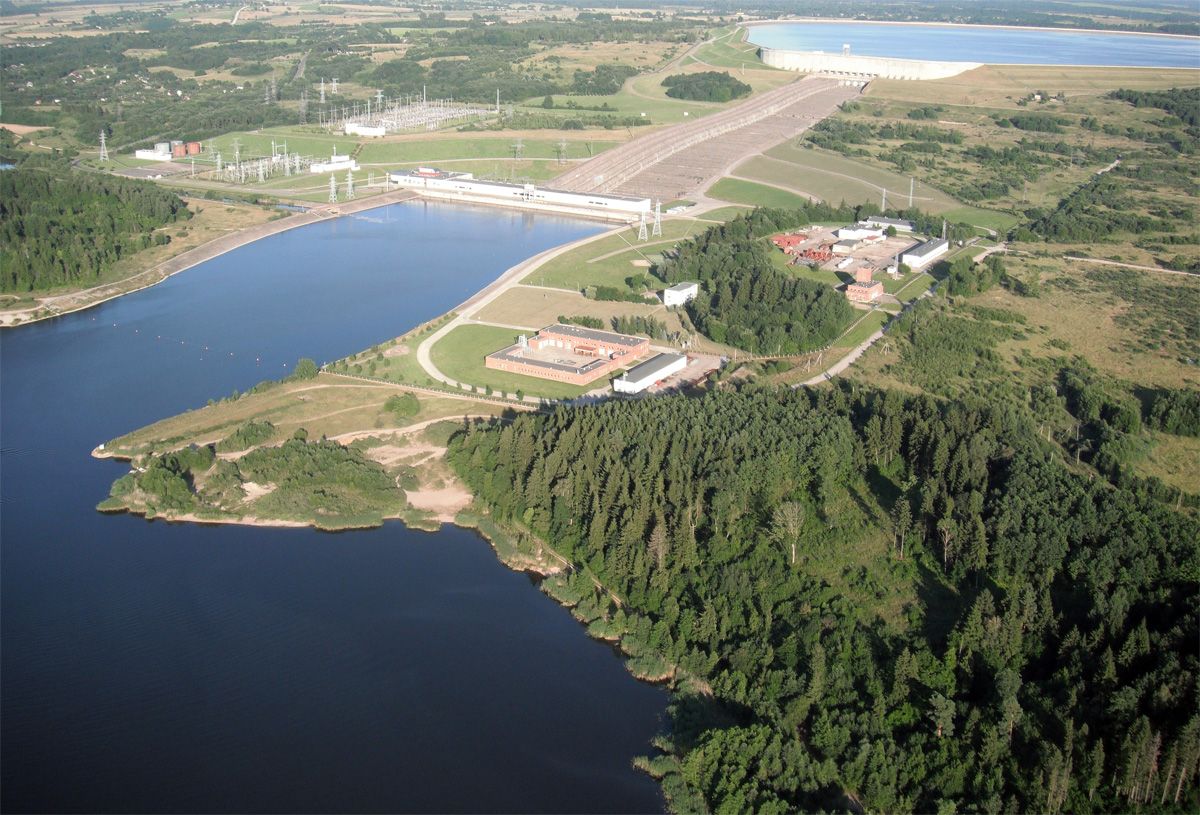
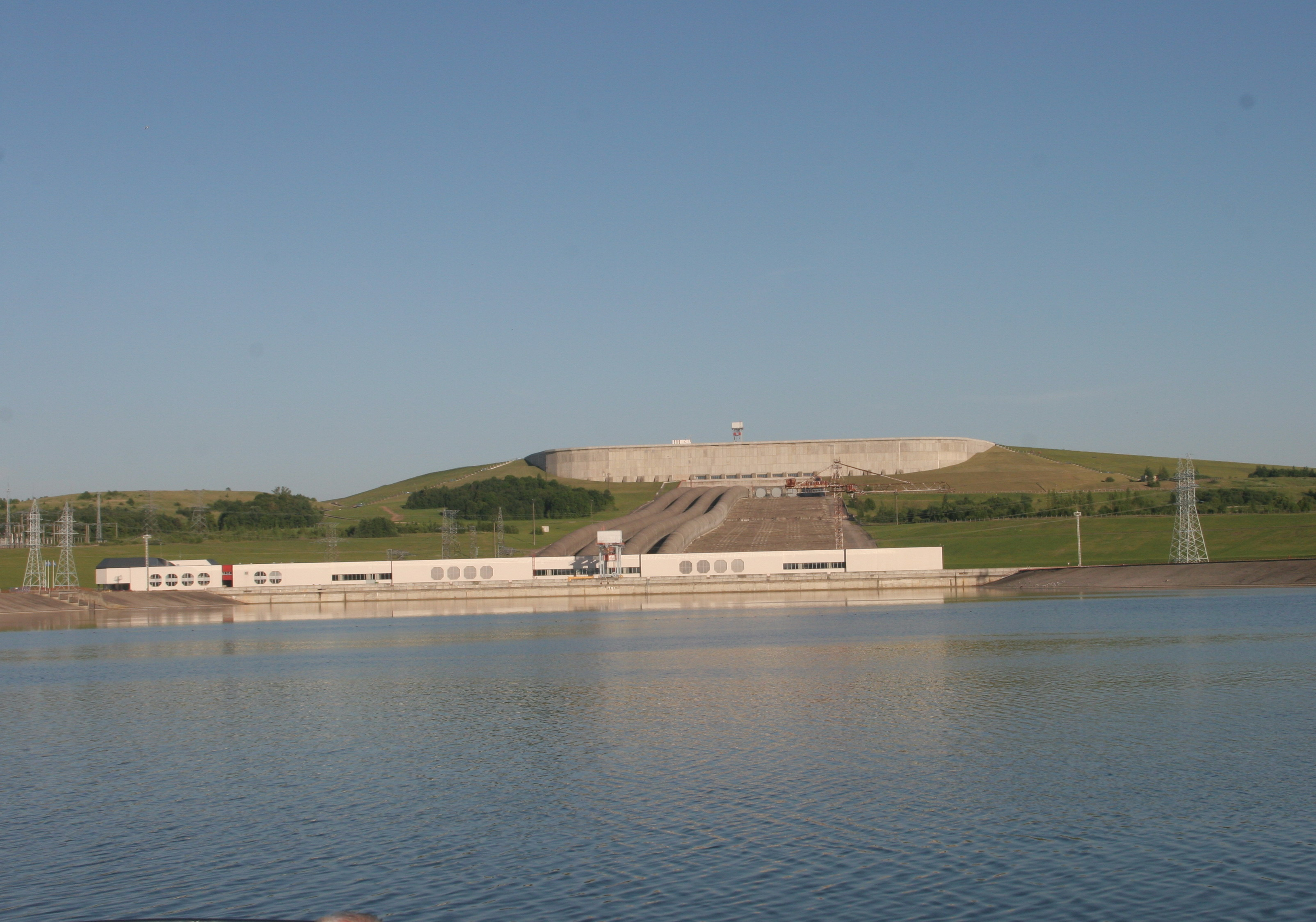